# شهر انتظار
شهر انتظار (انگلیسی: The Waiting City) فیلمی استرالیایی و محصول سال ۲۰۰۹ است. از بازیگران می‌توان جوئل اجرتون، رادا میشل، سامرات چاکرابارتی و ایزابل لوکاس را نام برد. شهر انتظار فیلم برگزیده در جشنواره بین‌المللی فیلم تورنتو سال ۲۰۰۹ بود.